# Bien catalogado del patrimonio cultural de Galicia

Escudo de Galicia.

Bien catalogado del patrimonio cultural de Galicia, según se define en el artículo 8 de la Ley 5/2016, de 4 de mayo, del patrimonio cultural de Galicia, serán todos aquellos no declarados Bien de Interés Cultural que por su notable valor cultural sean incluidos en el Catálogo del Patrimonio Cultural de Galicia a través de cualquiera de los procedimientos de inclusión previstos en esta ley. En todo caso, se integran en el Catálogo del Patrimonio Cultural de Galicia los bienes expresamente señalados en esta ley.